# Liga de Campeones de la AFC 2014
La Liga de Campeones de la AFC 2014 fue la 33.ª edición, y 12.ª bajo el formato de Liga de Campeones de la AFC, del torneo de fútbol a nivel del clubes ms importante de Asia organizado por la AFC y que contó con la participación de 47 equipos de 19 países. El campeón de esta edición fue el Western Sydney Wanderers le ganó en la final al equipo de Arabia Saudita Al-Hilal por 1 a 0 en el global, y también se clasificó para disputar la Copa Mundial de Clubes de la FIFA 2014 en Marruecos.

## Distribución de plazas
La AFC decidió analizar las peticiones de las asociaciones miembros interesadas en formar parte del torneo basándose en la edición de 2013, cuya decisión se tomó el 26 de noviembre de 2013.

### Criterios de participación
Los siguientes criterios se determinaron el 12 de marzo de 2013:
- Las mejores 23 asociaciones según el coeficiente de la AFC se evaluaron para determinar cuales tendrían plazas directas a la fase de grupos y cuales tendrían plazas para la fase clasificatoria.[3]
- En las zonas Este y Oeste se garantizan 14 plazas directas a la fase de grupos, más 2 plazas que sales de la fase clasificatoria.
- Las 5 mejores asociaciones del Este y el Oeste que acumularon más de 600 punto en el coeficiente de la confederación aseguran que todos sus representantes jueguen en la fase de grupos, y los que no llegue a 600, pero que tengan más de 0 clasifican a la fase de clasificación.
- Los siguientes requerimientos serán utilizados en las ediciones del 2014 al 2016:[4]

1- Las dos mejores asociaciones del Este y del Oeste clasifican a todos sus equipos a la fase de grupos.
2- Los terceros lugares del Este y el Oeste clasifican tres equipos a la fase de grupos y el otro club juega en la fase de clasificación.
3- Los cuartos lugares del Este y el Oeste clasifican dos equipos a la fase de grupos y los restantes juegan la fase de clasificación.
4- Los quintos lugares del Este y el Oeste solo clasifican a un equipo a la fase de grupos.
5- Del sexto hacia abajo solo mandan representantes a la fase de clasificación.
El 26 de noviembre de 2013 el Comité Ejecutivo de la AFC aprobó las plazas para la edición del 2014.
| Zona Oeste Asiático | Zona Oeste Asiático    | Zona Oeste Asiático | Zona Oeste Asiático  | Zona Oeste Asiático  | Zona Oeste Asiático  | Zona Oeste Asiático  | Zona Oeste Asiático | Zona Oeste Asiático | Zona Oeste Asiático |
| Asociación          | Asociación             | Puntos              | AFC Champions League | AFC Champions League | AFC Champions League | AFC Champions League | AFC Cup             | AFC Cup             | AFC President's Cup |
| Asociación          | Asociación             | Puntos              | Fase de Grupos       | Ronda de Play-Off    | 2°Ronda Previa       | 1°Ronda Previa       | Fase de Grupos      | Ronda de Play-Off   | Fase de Grupos      |
| ------------------- | ---------------------- | ------------------- | -------------------- | -------------------- | -------------------- | -------------------- | ------------------- | ------------------- | ------------------- |
| 1                   | Irán                   | 908.47              | 4                    |                      |                      |                      |                     |                     |                     |
| 2                   | Arabia Saudíta         | 869.62              | 4                    |                      |                      |                      |                     |                     |                     |
| 3                   | Emiratos Árabes Unidos | 848.94              | 3                    |                      | 1                    |                      |                     |                     |                     |
| 4                   | Catar                  | 848.56              | 2                    |                      | 2                    |                      |                     |                     |                     |
| 5                   | Uzbekistán             | 693.38              | 1                    |                      | 2                    |                      |                     |                     |                     |
| 6                   | Jordania               | 500.89              |                      |                      |                      | (1)                  | 2                   |                     |                     |
| 7                   | Omán                   | 390.02              |                      |                      |                      | (1)                  | 2                   |                     |                     |
| 8                   | Baréin                 | 253.67              |                      |                      |                      | (1)                  | 2                   |                     |                     |
| 9                   | Irak                   | -                   |                      |                      |                      | (1)                  | 2                   |                     |                     |
| 10                  | Kuwait                 | -                   |                      |                      |                      | (1+1)                | 2                   |                     |                     |
| 11                  | Siria                  | -                   |                      |                      |                      |                      | 2                   |                     |                     |
| 12                  | Líbano                 | -                   |                      |                      |                      |                      | 2                   |                     |                     |
| 13                  | Tayikistán             | -                   |                      |                      |                      |                      |                     | 1                   |                     |
| 14                  | Palestina              | -                   |                      |                      |                      |                      |                     | 1                   |                     |
| 15                  | Kirguistán             | -                   |                      |                      |                      |                      |                     | 1                   |                     |
| 16                  | Yemen                  | -                   |                      |                      |                      |                      |                     | 1                   |                     |
| 17                  | Bangladés              | -                   |                      |                      |                      |                      |                     |                     | 1                   |
| 18                  | Bután                  | -                   |                      |                      |                      |                      |                     |                     | 1                   |
| 19                  | Nepal                  | -                   |                      |                      |                      |                      |                     |                     | 1                   |
| 20                  | Pakistán               | -                   |                      |                      |                      |                      |                     |                     | 1                   |
| 21                  | Sri Lanka              | -                   |                      |                      |                      |                      |                     |                     | 1                   |
| 22                  | Turkmenistán           | -                   |                      |                      |                      |                      |                     |                     | 1                   |
| 23                  | Afganistán             | -                   |                      |                      |                      |                      |                     |                     | 0                   |
| Total Participantes | Total Participantes    | Total Participantes | 14                   | 0                    | 5                    | 6                    | 14                  | 4                   | 6                   |
| Total Participantes | Total Participantes    | Total Participantes | 25                   | 25                   | 25                   | 25                   | 18                  | 18                  | 6                   |

- Jordania, Omán y Baréin eran elegibles para la Liga de Campeones de la AFC pero no tuvieron las licencias requeridas
- Kuwait tuvo un cupo extra en la 1°Ronda Preliminar ya que tenían al campeón vigente de la Copa AFC
- Kirguistán y Palestina fueron promovidos de la Copa Presidente de la AFC a la Copa AFC para esta temporada
- Afganistán era elegible para la Copa Presidente de la AFC pero desistió su participación
- Bangladés y Bután geográficamente pertenecen a la Zona Este

| Zona Este Asiático  | Zona Este Asiático  | Zona Este Asiático  | Zona Este Asiático   | Zona Este Asiático   | Zona Este Asiático   | Zona Este Asiático   | Zona Este Asiático | Zona Este Asiático | Zona Este Asiático  |
| Asociación          | Asociación          | Puntos              | AFC Champions League | AFC Champions League | AFC Champions League | AFC Champions League | AFC Cup            | AFC Cup            | AFC President's Cup |
| Asociación          | Asociación          | Puntos              | Fase de Grupos       | Ronda de Play-Off    | 2°Ronda Previa       | 1°Ronda Previa       | Fase de Grupos     | Ronda de Play-Off  | Fase de Grupos      |
| ------------------- | ------------------- | ------------------- | -------------------- | -------------------- | -------------------- | -------------------- | ------------------ | ------------------ | ------------------- |
| 1                   | Japón               | 935.30              | 4                    |                      |                      |                      |                    |                    |                     |
| 2                   | República de Corea  | 887.45              | 4                    |                      |                      |                      |                    |                    |                     |
| 3                   | China               | 843.54              | 3                    | 1                    |                      |                      |                    |                    |                     |
| 4                   | Australia           | 804.08              | 2                    | 1                    |                      |                      |                    |                    |                     |
| 5                   | Tailandia           | 601.20              | 1                    |                      | 2                    |                      |                    |                    |                     |
| 6                   | India               | 526.55              |                      |                      |                      | (1)                  | 2                  |                    |                     |
| 7                   | Singapur            | 438.34              |                      |                      |                      | (1)                  | 2                  |                    |                     |
| 8                   | Hong Kong           | 408.02              |                      |                      |                      | (1)                  | 2                  |                    |                     |
| 9                   | Vietnam             | 301.31              |                      |                      |                      | (1)                  | 2                  |                    |                     |
| 10                  | Indonesia           | -                   |                      |                      |                      |                      | 2                  |                    |                     |
| 11                  | Malasia             | -                   |                      |                      |                      |                      | 2                  |                    |                     |
| 12                  | Maldivas            | -                   |                      |                      |                      |                      | 2                  |                    |                     |
| 13                  | Birmania            | -                   |                      |                      |                      |                      | 2                  |                    |                     |
| 14                  | Camboya             | -                   |                      |                      |                      |                      |                    |                    | 1                   |
| 15                  | Filipinas           | -                   |                      |                      |                      |                      |                    |                    | 1                   |
| 16                  | Mongolia            | -                   |                      |                      |                      |                      |                    |                    | 1                   |
| 17                  | RPD Corea           | -                   |                      |                      |                      |                      |                    |                    | 1                   |
| 18                  | Taiwán              | -                   |                      |                      |                      |                      |                    |                    | 1                   |
| 19                  | Brunéi Darussalam   | -                   |                      |                      |                      |                      |                    |                    | 0                   |
| 20                  | Guam                | -                   |                      |                      |                      |                      |                    |                    | 0                   |
| 21                  | Laos                | -                   |                      |                      |                      |                      |                    |                    | 0                   |
| 22                  | Macao               | -                   |                      |                      |                      |                      |                    |                    | 0                   |
| 23                  | Timor Oriental      | -                   |                      |                      |                      |                      |                    |                    | 0                   |
| Total Participantes | Total Participantes | Total Participantes | 14                   | 2                    | 2                    | 4                    | 16                 | 0                  | 5                   |
| Total Participantes | Total Participantes | Total Participantes | 22                   | 22                   | 22                   | 22                   | 16                 | 16                 | 5                   |

- RPD Corea participaron por primera véz en la Copa Presidente de la AFC en esta temporada
- Brunéi Darussalam,Guam, Laos, Macao y Timor Oriental eran elegibles para la Copa Presidente de la AFC pero desistieron su participación
- India y Maldivas geográficamente pertenecen a la Zona Oeste

## Participantes
| Club                        | Método de clasificación                                                              | Part.                       | Última part.                |
| Fase de grupos (Grupos A–D) | Fase de grupos (Grupos A–D)                                                          | Fase de grupos (Grupos A–D) | Fase de grupos (Grupos A–D) |
| --------------------------- | ------------------------------------------------------------------------------------ | --------------------------- | --------------------------- |
| Esteghlal                   | Campeón de la Iran Pro League 2012-13                                                | 7                           | 2013                        |
| Sepahan                     | Campeón de la Copa Hazfi 2012/13 3.er Lugar de la Iran Pro League 2012-13            | 10                          | 2013                        |
| Tractor Sazi                | Subcampeón de la Iran Pro League 2012-13                                             | 2                           | 2013                        |
| Foolad                      | 4º Lugar de la Iran Pro League 2012-13                                               | 2                           | 2006                        |
| Al-Fateh                    | Campeón de la Liga Profesional Saudí 2012-13                                         | 1                           |                             |
| Al-Ittihad                  | Campeón de la Copa del Príncipe 2013                                                 | 9                           | 2012                        |
| Al-Hilal                    | Subcampeón de la Liga Profesional Saudí 2012-13                                      | 10                          | 2013                        |
| Al-Shabab                   | 3.er Lugar de la Liga Profesional Saudí 2012-13                                      | 8                           | 2013                        |
| Al-Ain                      | Campeón de la UAE Pro-League 2012-13                                                 | 9                           | 2013                        |
| Al-Ahli                     | Campeón de la Copa Presidente de UAE 2012-13 Subcampeón de la UAE Pro-League 2012-13 | 5                           | 2010                        |
| Al-Jazira                   | 3.er Lugar de la UAE Pro-League 2012-13                                              | 6                           | 2013                        |
| Al-Sadd                     | Campeón de la Liga de Catar 2012-13                                                  | 9                           | 2011                        |
| Al-Rayyan                   | Campeón de la Copa del Emir de Catar 2013                                            | 6                           | 2013                        |
| Bunyodkor                   | Campeón de la Liga de Uzbekistán 2013 Campeón de la Copa de Uzbekistán 2013          | 7                           | 2013                        |
| Fase previa                 |                                                                                      |                             |                             |
| Clasificatoria 2            |                                                                                      |                             |                             |
| Baniyas                     | 4º Lugar de la UAE Pro-League 2012-13                                                | 2                           | 2012                        |
| Lekhwiya                    | Subcampeón de la Liga de Catar 2012-13                                               | 3                           | 2013                        |
| El Jaish                    | 3.er Lugar de la Liga de Catar 2012-13                                               | 2                           | 2013                        |
| Lokomotiv Tashkent          | Subcampeón de la Liga de Uzbekistán 2013                                             | 2                           | 2013                        |
| Nasaf Qarshi                | 3.er Lugar de la Liga de Uzbekistán 2013                                             | 2                           | 2012                        |
| Clasificatoria 1            |                                                                                      |                             |                             |
| Shabab Al-Ordon             | Campeón de la Primera División de Jordania 2012-13                                   | 1                           |                             |
| Al-Suwaiq                   | Campeón de la Liga de Omán 2012-13                                                   | 1                           |                             |
| Al-Hidd                     | 3.er Lugar de la Liga Premier de Baréin 2012-13 1                                    | 1                           |                             |
| Al-Shorta                   | Campeón de la Primera División de Irak 2012-13                                       | 3                           | 2005                        |
| Al-Kuwait                   | Campeón de la Copa de la AFC 2013 Campeón de la Liga Premier de Kuwait 2012-13       | 5                           | 2008                        |
| Al-Qadsia                   | Subcampeón de la Copa de la AFC 2013 Subcampeón de la Liga Premier de Kuwait 2012-13 | 4                           | 2008                        |

| Club                        | Método de clasificación                                                           | Part.                       | Última part.                |
| Fase de grupos (Grupos E–H) | Fase de grupos (Grupos E–H)                                                       | Fase de grupos (Grupos E–H) | Fase de grupos (Grupos E–H) |
| --------------------------- | --------------------------------------------------------------------------------- | --------------------------- | --------------------------- |
| Sanfrecce Hiroshima         | Campeón de la J. League Division 1 2013                                           | 3                           | 2013                        |
| Yokohama F. Marinos         | Campeón de la Copa del Emperador 2013 Subcampeón de la J. League Division 1 2013  | 3                           | 2005                        |
| Kawasaki Frontale           | 3.er Lugar de la J. League Division 1 2013                                        | 4                           | 2010                        |
| Cerezo Osaka                | 4º Lugar de la J. League Division 1 2013                                          | 2                           | 2011                        |
| Pohang Steelers             | Campeón de la K League Classic 2013 Campeón de la Copa de Corea del Sur 2013      | 6                           | 2013                        |
| Ulsan Hyundai               | Subcampeón de la K League Classic 2013                                            | 4                           | 2012                        |
| Jeonbuk Hyundai M.          | 3º Lugar de la K League Classic 2013                                              | 8                           | 2013                        |
| Seoul                       | 4º Lugar de la K League Classic 2013                                              | 4                           | 2013                        |
| Guangzhou Evergrande        | Campeón de la Superliga de China 2013                                             | 3                           | 2013                        |
| Guizhou Renhe               | Campeón de la Copa de China 2013                                                  | 2                           | 2013                        |
| Shandong Luneng Taishan     | Subcampeón de la Superliga de China 2013                                          | 6                           | 2011                        |
| Western Sydney Wand.        | Subcampeón de la A-League 2012-13                                                 | 1                           |                             |
| Central Coast Mariners      | Campeón de la A-League 2012-13                                                    | 4                           | 2013                        |
| Buriram United              | Campeón de la Liga Premier de Tailandia 2013 Campeón de la Copa de Tailandia 2013 | 4                           | 2013                        |
| Fase Clasificatoria         |                                                                                   |                             |                             |
| Ronda 3                     |                                                                                   |                             |                             |
| Beijing Guoan               | 3.er Lugar de la Superliga de China 2013                                          | 6                           | 2013                        |
| Melbourne Victory           | 3.er Lugar de la A-League 2012-13                                                 | 4                           | 2011                        |
| Ronda 2                     |                                                                                   |                             |                             |
| Muangthong United           | Subcampeón de la Liga Premier de Tailandia 2013                                   | 4                           | 2013                        |
| Chonburi                    | 3.er Lugar de la Liga Premier de Tailandia 2013                                   | 3                           | 2012                        |
| Ronda 1                     |                                                                                   |                             |                             |
| Pune                        | Subcampeón de la I-League 2012-13 2                                               | 1                           |                             |
| Tampines Rovers             | Campeón de la S. League 2013                                                      | 1                           |                             |
| South China                 | Campeón de la Primera División de Hong Kong 2012-13                               | 2                           | 2002                        |
| Hà Nội T&T                  | Campeón de la V. League 1 2013                                                    | 1                           |                             |

Notas
1- El Al-Hidd fue elegido como el representante de Baréin por cumplir con los permisos para tener la licencia de competición.

2- El Pune fue elegido como el representante de la India por cumplir con los requerimientos para tener la licencia de competición.

## Calendario
Fue diseñado en las oficinas centrales de la AFC en Kuala Lumpur, Malasia.
| Fase                | Ronda            | Fecha                   | Ida                      | Vuelta                                  |
| ------------------- | ---------------- | ----------------------- | ------------------------ | --------------------------------------- |
| Fase previa         | 1                | N/A                     | 2 de febrero de 2014     | 2 de febrero de 2014                    |
| Fase previa         | 2                | N/A                     | 8 de febrero de 2014     | 8 de febrero de 2014                    |
| Fase previa         | 3                | N/A                     | 15 de febrero de 2014    | 15 de febrero de 2014                   |
| Fase de grupos      | Fecha 1          | 10 de diciembre de 2013 | 25–26 de febrero de 2014 | 25–26 de febrero de 2014                |
| Fase de grupos      | Fecha 2          | 10 de diciembre de 2013 | 11–12 de marzo de 2014   | 11–12 de marzo de 2014                  |
| Fase de grupos      | Fecha 3          | 10 de diciembre de 2013 | 18–19 de marzo de 2014   | 18–19 de marzo de 2014                  |
| Fase de grupos      | Fecha 4          | 10 de diciembre de 2013 | 1–2 de abril de 2014     | 1–2 de abril de 2014                    |
| Fase de grupos      | Fecha 5          | 10 de diciembre de 2013 | 15–16 de abril de 2014   | 15–16 de abril de 2014                  |
| Fase de grupos      | Fecha 6          | 10 de diciembre de 2013 | 22–23 de abril de 2014   | 22–23 de abril de 2014                  |
| Eliminación directa | 1/8              | 10 de diciembre de 2013 | 6–7 de mayo de 2014      | 13–14 de mayo de 2014                   |
| Eliminación directa | Cuartos de final | TBA                     | 17 de septiembre de 2014 | 30 de septiembre – 1 de octubre de 2014 |
| Eliminación directa | Semifinales      | TBA                     | 22 de octubre de 2014    | 29 de octubre de 2014                   |
| Eliminación directa | Final            | TBA                     | TBA                      | TBA                                     |

El 25 de noviembre de 2013, el comité de competición de la AFC propuso jugar la final a dos partidos final ida y vuelta, eliminando la idea propuesta en jugar a un partido como se pactó originalmente, y garantizando una final Este vs. Oeste en los siguientes 3 años.

## Fase previa
No pueden enfrentarse equipos del mismo país en este ronda. Las series se juegan a un partido en la sede del club con el mejor coeficiente de la AFC.

### Primera ronda
| Equipo 1        | Resultado       | Equipo 2        |
| Zona occidental | Zona occidental | Zona occidental |
| --------------- | --------------- | --------------- |
| Al-Suwaiq       | 0-1             | Al-Qadsia       |
| Shabab Al-Ordon | 1-3 (t. s.)     | Al-Hidd         |
| Al-Kuwait       | 1-0             | Al-Shorta SC    |
| Zona oriental   |                 |                 |
| Tampines Rovers | 1-2 (t. s.)     | South China     |
| Pune            | 0-3             | Hà Nội T&T      |

### Segunda ronda
| Equipo 1           | Resultado       | Equipo 2        |
| Zona occidental    | Zona occidental | Zona occidental |
| ------------------ | --------------- | --------------- |
| Baniyas            | 0-4             | Al-Qadsia       |
| El Jaish           | 5-1             | Nasaf Qarshi    |
| Lekhwiya           | 2-1             | Al-Hidd         |
| Lokomotiv Tashkent | 1-3             | Al-Kuwait       |
| Zona oriental      |                 |                 |
| Chonburi           | 3-0             | South China     |
| Muangthong United  | 2-0             | Hà Nội T&T      |

### Tercera ronda
| Equipo 1          | Resultado       | Equipo 2          |
| Zona occidental   | Zona occidental | Zona occidental   |
| ----------------- | --------------- | ----------------- |
| El Jaish          | 3-0             | Al-Qadsia         |
| Lekhwiya          | 4-1             | Al-Kuwait         |
| Zona oriental     |                 |                   |
| Beijing Guoan     | 4-0             | Chonburi          |
| Melbourne Victory | 2-1             | Muangthong United |

## Fase de grupos
El sorteo se hizo el 10 de diciembre de 2013. Los 32 equipos de esta fase fueron distribiudos en ocho grupos de cuatro equipos, donde equipos del mismo país no pueden estar en un mismo grupo y jugarán todos contra todos a visita recíproca. Los dos mejores equipos de cada grupo avanzarán a la siguiente ronda.

### Grupo A
| Pos. | Equipo    | Pts. | PJ | G | E | P | GF | GC | Dif. | Clasificación |     | SHB | JAZ | EST | RAY |
| ---- | --------- | ---- | -- | - | - | - | -- | -- | ---- | ------------- | --- | --- | --- | --- | --- |
| 1    | Al-Shabab | 15   | 6  | 5 | 0 | 1 | 12 | 8  | +4   | Segunda fase  |     | —   | 1–3 | 2–1 | 4–3 |
| 2    | Al-Jazira | 10   | 6  | 3 | 1 | 2 | 12 | 10 | +2   | Segunda fase  |     | 1–2 | —   | 0–1 | 3–2 |
| 3    | Esteghlal | 7    | 6  | 2 | 1 | 3 | 7  | 7  | 0    |               |     | 0–1 | 2–2 | —   | 3–1 |
| 4    | Al-Rayyan | 3    | 6  | 1 | 0 | 5 | 9  | 15 | −6   |               | 0–2 | 2–3 | 1–0 | —   |     |

 Fuente: 
- El Al-Rayyan puede cambiar de lugar con el ganador Oeste 3.1 si el Nasaf Qarshi y el Locomotiv Tashkent clasifican a la fase de grupos.[15][16]

### Grupo B
| Pos. | Equipo    | Pts. | PJ | G | E | P | GF | GC | Dif. | Clasificación |     | FLD | BUN | JSH | FAT |
| ---- | --------- | ---- | -- | - | - | - | -- | -- | ---- | ------------- | --- | --- | --- | --- | --- |
| 1    | Foolad    | 14   | 6  | 4 | 2 | 0 | 11 | 3  | +8   | Segunda fase  |     | —   | 1–0 | 3–1 | 1–0 |
| 2    | Bunyodkor | 8    | 6  | 2 | 2 | 2 | 7  | 7  | 0    | Segunda fase  |     | 1–1 | —   | 1–2 | 3–2 |
| 3    | El Jaish  | 8    | 6  | 2 | 2 | 2 | 6  | 6  | 0    |               |     | 0–0 | 1–2 | —   | 2–0 |
| 4    | Al-Fateh  | 2    | 6  | 0 | 2 | 4 | 3  | 11 | −8   |               | 1–5 | 0–0 | 0–0 | —   |     |

 Fuente: 
Notas:
1. 1 2  Desempate: Bunyodkor y El-Jaish igualaron en el enfrentamiento directo, en los goles entre sí y en la diferencia de goles; por lo que el desempate se decidió por los goles anotados.

- El Oeste 3.1 puede cambiar de lugar con el Al-Rayyan si Nasaf Qarshi y Locomotiv Tashkent clasifican a la fase de grupos.[15][16]
- El Oeste 3.1 puede cambiar de lugar con el Oeste 3.2 si Nasaf Qarshi clasifica a la fase de grupos y el Lokomotiv Tashkent queda eliminado.[15][16]

### Grupo C
| Pos. | Equipo       | Pts. | PJ | G | E | P | GF | GC | Dif. | Clasificación |     | AIN | ITT | LEK | TRA |
| ---- | ------------ | ---- | -- | - | - | - | -- | -- | ---- | ------------- | --- | --- | --- | --- | --- |
| 1    | Al-Ain       | 11   | 6  | 3 | 2 | 1 | 14 | 7  | +7   | Segunda fase  |     | —   | 1–1 | 2–1 | 3–1 |
| 2    | Al-Ittihad   | 10   | 6  | 3 | 1 | 2 | 8  | 6  | +2   | Segunda fase  |     | 2–1 | —   | 3–1 | 2–0 |
| 3    | Lekhwiya     | 7    | 6  | 2 | 1 | 3 | 5  | 10 | −5   |               |     | 0–5 | 2–0 | —   | 0–0 |
| 4    | Tractor Sazi | 5    | 6  | 1 | 2 | 3 | 4  | 8  | −4   |               | 2–2 | 1–0 | 0–1 | —   |     |

 Fuente: Soccerway
- El Oeste 3.2 puede cambiar con el Oeste 3.1 si el Nasaf Qarshi clasifica a la fase de grupos y el Lokomotiv Tashkent queda eliminado.[15][16]

### Grupo D
| Pos. | Equipo   | Pts. | PJ | G | E | P | GF | GC | Dif. | Clasificación |     | HIL | SAD | AHL | SEP |
| ---- | -------- | ---- | -- | - | - | - | -- | -- | ---- | ------------- | --- | --- | --- | --- | --- |
| 1    | Al-Hilal | 9    | 6  | 2 | 3 | 1 | 12 | 7  | +5   | Segunda fase  |     | —   | 5–0 | 2–2 | 1–0 |
| 2    | Al-Sadd  | 8    | 6  | 2 | 2 | 2 | 8  | 14 | −6   | Segunda fase  |     | 2–2 | —   | 2–1 | 3–1 |
| 3    | Al-Ahli  | 7    | 6  | 1 | 4 | 1 | 6  | 6  | 0    |               |     | 0–0 | 1–1 | —   | 0–0 |
| 4    | Sepahan  | 7    | 6  | 2 | 1 | 3 | 9  | 8  | +1   |               | 3–2 | 4–0 | 1–2 | —   |     |

 Fuente: 
Notas:
1. 1 2  Desempate: Enfrentamiento directo (Al-Ahli 4 pts; Sepahan 1pt)

### Grupo E
| Pos. | Equipo                  | Pts. | PJ | G | E | P | GF | GC | Dif. | Clasificación |     | POH | CER | BUR | SHD |
| ---- | ----------------------- | ---- | -- | - | - | - | -- | -- | ---- | ------------- | --- | --- | --- | --- | --- |
| 1    | Pohang Steelers         | 12   | 6  | 3 | 3 | 0 | 11 | 6  | +5   | Segunda fase  |     | —   | 1–1 | 0–0 | 2–2 |
| 2    | Cerezo Osaka            | 8    | 6  | 2 | 2 | 2 | 10 | 9  | +1   | Segunda fase  |     | 0–2 | —   | 4–0 | 1–3 |
| 3    | Buriram United          | 6    | 6  | 1 | 3 | 2 | 5  | 9  | −4   |               |     | 1–2 | 2–2 | —   | 1–0 |
| 4    | Shandong Luneng Taishan | 5    | 6  | 1 | 2 | 3 | 9  | 11 | −2   |               | 2–4 | 1–2 | 1–1 | —   |     |

 Fuente: 

### Grupo F
| Pos. | Equipo                 | Pts. | PJ | G | E | P | GF | GC | Dif. | Clasificación |     | SEO | HIR | BEI | CCM |
| ---- | ---------------------- | ---- | -- | - | - | - | -- | -- | ---- | ------------- | --- | --- | --- | --- | --- |
| 1    | FC Seoul               | 11   | 6  | 3 | 2 | 1 | 9  | 6  | +3   | Segunda fase  |     | —   | 2–2 | 2–1 | 2–0 |
| 2    | Sanfrecce Hiroshima    | 9    | 6  | 2 | 3 | 1 | 9  | 8  | +1   | Segunda fase  |     | 2–1 | —   | 1–1 | 1–0 |
| 3    | Beijing Guoan          | 6    | 6  | 1 | 3 | 2 | 7  | 8  | −1   |               |     | 1–1 | 2–2 | —   | 2–1 |
| 4    | Central Coast Mariners | 6    | 6  | 2 | 0 | 4 | 4  | 7  | −3   |               | 0–1 | 2–1 | 1–0 | —   |     |

 Fuente: 
Notas:
1. 1 2  Desempate: Beijing Guoan y Central Coast Mariners igualaron en el enfrentamiento directo (3 pts, GD 0), por lo que el desempate se decidió por diferencia de goles.

### Grupo G
| Pos. | Equipo                 | Pts. | PJ | G | E | P | GF | GC | Dif. | Clasificación |     | GUA | JEO | MEL | YFM |
| ---- | ---------------------- | ---- | -- | - | - | - | -- | -- | ---- | ------------- | --- | --- | --- | --- | --- |
| 1    | Guangzhou Evergrande   | 10   | 6  | 3 | 1 | 2 | 10 | 8  | +2   | Segunda fase  |     | —   | 3–1 | 4–2 | 2–1 |
| 2    | Jeonbuk Hyundai Motors | 8    | 6  | 2 | 2 | 2 | 8  | 7  | +1   | Segunda fase  |     | 1–0 | —   | 0–0 | 3–0 |
| 3    | Melbourne Victory      | 8    | 6  | 2 | 2 | 2 | 9  | 9  | 0    |               |     | 2–0 | 2–2 | —   | 1–0 |
| 4    | Yokohama F. Marinos    | 7    | 6  | 2 | 1 | 3 | 7  | 10 | −3   |               | 1–1 | 2–1 | 3–2 | —   |     |

 Fuente: 
Notas:
1. 1 2  Desempate: Jeonbuk Hyundai y Melbourne Victory igualaron en el enfrentamiento directo (2 pts, GD 0), por lo que el desempate se decidió por diferencia de goles.

### Grupo H
| Pos. | Equipo                   | Pts. | PJ | G | E | P | GF | GC | Dif. | Clasificación |     | WSW | KAW | ULS | GUI |
| ---- | ------------------------ | ---- | -- | - | - | - | -- | -- | ---- | ------------- | --- | --- | --- | --- | --- |
| 1    | Western Sydney Wanderers | 12   | 6  | 4 | 0 | 2 | 11 | 5  | +6   | Segunda fase  |     | —   | 1–0 | 1–3 | 5–0 |
| 2    | Kawasaki Frontale        | 12   | 6  | 4 | 0 | 2 | 7  | 5  | +2   | Segunda fase  |     | 2–1 | —   | 3–1 | 1–0 |
| 3    | Ulsan Hyundai            | 7    | 6  | 2 | 1 | 3 | 8  | 10 | −2   |               |     | 0–2 | 2–0 | —   | 1–1 |
| 4    | Guizhou Renhe            | 4    | 6  | 1 | 1 | 4 | 4  | 10 | −6   |               | 0–1 | 0–1 | 3–1 | —   |     |

 Fuente: 
Notas:
1. 1 2  Desempate: Western Sydney Wanderers y Kawazaki Frontale igualaron en el enfrentamiento directo (3 pts, GD 0), por lo que el desempate se decidió por diferencia de goles.

## Segunda fase
Los 16 equipos serán divididos en 8 enfrentamientos a eliminación directa a visita recíproca. Se tomará el criterio de la regla del gol de visitante en caso de igualar en el marcador global; y de persistir el empate se jugará tiempo extra y de seguir así penales.
|  | Octavos de final          | Octavos de final          | Octavos de final          |                     |   | Cuartos de final                | Cuartos de final                | Cuartos de final                |  |  | Semifinales                   | Semifinales                   | Semifinales                   |  |  | Final                        | Final                        | Final                        |
|  | 6/7 de mayo 13/14 de mayo | 6/7 de mayo 13/14 de mayo | 6/7 de mayo 13/14 de mayo |                     |   | 19/20 de agosto 26/27 de agosto | 19/20 de agosto 26/27 de agosto | 19/20 de agosto 26/27 de agosto |  |  | 17 de septiembre 1 de octubre | 17 de septiembre 1 de octubre | 17 de septiembre 1 de octubre |  |  | 25 de octubre 1 de noviembre | 25 de octubre 1 de noviembre | 25 de octubre 1 de noviembre |
|  |                           |                           |                           |                     |   |                                 |                                 |                                 |  |  |                               |                               |                               |  |  |                              |                              |                              |
|  |                           |                           |                           |                     |   |                                 |                                 |                                 |  |  |                               |                               |                               |  |  |                              |                              |                              |
|  |                           |                           |                           |                     |   |                                 |                                 |                                 |  |  |                               |                               |                               |  |  |                              |                              |                              |
|  | Jeonbuk Hyundai Motors    | 1                         | 0                         |                     |   |                                 |                                 |                                 |  |  |                               |                               |                               |  |  |                              |                              |                              |
|  | Jeonbuk Hyundai Motors    | 1                         | 0                         |                     |   |                                 |                                 |                                 |  |  |                               |                               |                               |  |  |                              |                              |                              |
|  | Pohang Steelers           | 2                         | 1                         |                     |   |                                 |                                 |                                 |  |  |                               |                               |                               |  |  |                              |                              |                              |
|  | Pohang Steelers           | 2                         | 1                         | Pohang Steelers     | 0 | 0 (0)                           |                                 |                                 |  |  |                               |                               |                               |  |  |                              |                              |                              |
|  |                           |                           |                           |                     | 0 | 0 (0)                           |                                 |                                 |  |  |                               |                               |                               |  |  |                              |                              |                              |
|  |                           | Seoul (pen.)              | 0                         | 0 (3)               |   |                                 |                                 |                                 |  |  |                               |                               |                               |  |  |                              |                              |                              |
|  | Kawasaki Frontale         | Seoul (pen.)              | 0                         | 0 (3)               | 2 | 2                               |                                 |                                 |  |  |                               |                               |                               |  |  |                              |                              |                              |
|  | Kawasaki Frontale         |                           |                           |                     | 2 | 2                               |                                 |                                 |  |  |                               |                               |                               |  |  |                              |                              |                              |
|  | Seoul (v.)                | 3                         | 1                         |                     |   |                                 |                                 |                                 |  |  |                               |                               |                               |  |  |                              |                              |                              |
|  | Seoul (v.)                | 3                         | 1                         | Seoul               | 0 | 0                               |                                 |                                 |  |  |                               |                               |                               |  |  |                              |                              |                              |
|  |                           |                           |                           |                     | 0 | 0                               |                                 |                                 |  |  |                               |                               |                               |  |  |                              |                              |                              |
|  |                           | Western Sydney            | 0                         | 2                   |   |                                 |                                 |                                 |  |  |                               |                               |                               |  |  |                              |                              |                              |
|  | Sanfrecce Hiroshima       | Western Sydney            | 0                         | 2                   | 3 | 0                               |                                 |                                 |  |  |                               |                               |                               |  |  |                              |                              |                              |
|  | Sanfrecce Hiroshima       |                           |                           |                     | 3 | 0                               |                                 |                                 |  |  |                               |                               |                               |  |  |                              |                              |                              |
|  | Western Sydney (v.)       | 1                         | 2                         |                     |   |                                 |                                 |                                 |  |  |                               |                               |                               |  |  |                              |                              |                              |
|  | Western Sydney (v.)       | 1                         | 2                         | Western Sydney (v.) | 1 | 1                               |                                 |                                 |  |  |                               |                               |                               |  |  |                              |                              |                              |
|  |                           |                           |                           |                     | 1 | 1                               |                                 |                                 |  |  |                               |                               |                               |  |  |                              |                              |                              |
|  |                           | Guangzhou Evergrande      | 0                         | 2                   |   |                                 |                                 |                                 |  |  |                               |                               |                               |  |  |                              |                              |                              |
|  | Cerezo Osaka              | Guangzhou Evergrande      | 0                         | 2                   | 1 | 1                               |                                 |                                 |  |  |                               |                               |                               |  |  |                              |                              |                              |
|  | Cerezo Osaka              |                           |                           |                     | 1 | 1                               |                                 |                                 |  |  |                               |                               |                               |  |  |                              |                              |                              |
|  | Guangzhou Evergrande      | 5                         | 0                         |                     |   |                                 |                                 |                                 |  |  |                               |                               |                               |  |  |                              |                              |                              |
|  | Guangzhou Evergrande      | 5                         | 0                         | Western Sydney      | 1 | 0                               |                                 |                                 |  |  |                               |                               |                               |  |  |                              |                              |                              |
|  |                           |                           |                           |                     | 1 | 0                               |                                 |                                 |  |  |                               |                               |                               |  |  |                              |                              |                              |
|  |                           | Al-Hilal                  | 0                         | 0                   |   |                                 |                                 |                                 |  |  |                               |                               |                               |  |  |                              |                              |                              |
|  | Bunyodkor                 | Al-Hilal                  | 0                         | 0                   | 0 | 0                               |                                 |                                 |  |  |                               |                               |                               |  |  |                              |                              |                              |
|  | Bunyodkor                 |                           |                           |                     | 0 | 0                               |                                 |                                 |  |  |                               |                               |                               |  |  |                              |                              |                              |
|  | Al-Hilal                  | 1                         | 3                         |                     |   |                                 |                                 |                                 |  |  |                               |                               |                               |  |  |                              |                              |                              |
|  | Al-Hilal                  | 1                         | 3                         | Al-Hilal            | 1 | 0                               |                                 |                                 |  |  |                               |                               |                               |  |  |                              |                              |                              |
|  |                           |                           |                           |                     | 1 | 0                               |                                 |                                 |  |  |                               |                               |                               |  |  |                              |                              |                              |
|  |                           | Al-Sadd                   | 0                         | 0                   |   |                                 |                                 |                                 |  |  |                               |                               |                               |  |  |                              |                              |                              |
|  | Al-Sadd (v.)              | Al-Sadd                   | 0                         | 0                   | 0 | 2                               |                                 |                                 |  |  |                               |                               |                               |  |  |                              |                              |                              |
|  | Al-Sadd (v.)              |                           |                           |                     | 0 | 2                               |                                 |                                 |  |  |                               |                               |                               |  |  |                              |                              |                              |
|  | Foolad                    | 0                         | 2                         |                     |   |                                 |                                 |                                 |  |  |                               |                               |                               |  |  |                              |                              |                              |
|  | Foolad                    | 0                         | 2                         | Al-Hilal            | 3 | 1                               |                                 |                                 |  |  |                               |                               |                               |  |  |                              |                              |                              |
|  |                           |                           |                           |                     | 3 | 1                               |                                 |                                 |  |  |                               |                               |                               |  |  |                              |                              |                              |
|  |                           | Al-Ain                    | 0                         | 2                   |   |                                 |                                 |                                 |  |  |                               |                               |                               |  |  |                              |                              |                              |
|  | Al-Jazira                 | Al-Ain                    | 0                         | 2                   | 1 | 1                               |                                 |                                 |  |  |                               |                               |                               |  |  |                              |                              |                              |
|  | Al-Jazira                 |                           |                           |                     | 1 | 1                               |                                 |                                 |  |  |                               |                               |                               |  |  |                              |                              |                              |
|  | Al-Ain                    | 2                         | 2                         |                     |   |                                 |                                 |                                 |  |  |                               |                               |                               |  |  |                              |                              |                              |
|  | Al-Ain                    | 2                         | 2                         | Al-Ain              | 2 | 3                               |                                 |                                 |  |  |                               |                               |                               |  |  |                              |                              |                              |
|  |                           |                           |                           |                     | 2 | 3                               |                                 |                                 |  |  |                               |                               |                               |  |  |                              |                              |                              |
|  |                           | Al-Ittihad                | 0                         | 1                   |   |                                 |                                 |                                 |  |  |                               |                               |                               |  |  |                              |                              |                              |
|  | Al-Ittihad                | Al-Ittihad                | 0                         | 1                   | 1 | 3                               |                                 |                                 |  |  |                               |                               |                               |  |  |                              |                              |                              |
|  | Al-Ittihad                |                           |                           |                     | 1 | 3                               |                                 |                                 |  |  |                               |                               |                               |  |  |                              |                              |                              |
|  | Al-Shabab                 | 0                         | 1                         |                     |   |                                 |                                 |                                 |  |  |                               |                               |                               |  |  |                              |                              |                              |

### Octavos de final
Los 8 ganadores de cada grupo se enfrentarán a los 8 segundos lugares, donde no se pueden enfrentar el ganador y el segundo lugar de cada grupo.
| Equipo 1               | Agr.            | Equipo 2             | Ida             | Vuelta          |
| Zona occidental        | Zona occidental | Zona occidental      | Zona occidental | Zona occidental |
| ---------------------- | --------------- | -------------------- | --------------- | --------------- |
| Al-Ittihad             | 4-1             | Al-Shabab            | 1-0             | 3-1             |
| Al-Jazira              | 2-4             | Al-Ain               | 1-2             | 1-2             |
| Al-Sadd                | 2-2 (v.)        | Foolad               | 0-0             | 2-2             |
| Bunyodkor              | 0-4             | Al-Hilal             | 0-1             | 0-3             |
| Zona oriental          |                 |                      |                 |                 |
| Jeonbuk Hyundai Motors | 1-3             | Pohang Steelers      | 1-2             | 0-1             |
| Cerezo Osaka           | 2-5             | Guangzhou Evergrande | 1-5             | 1-0             |
| Kawasaki Frontale      | 4-4 (v.)        | Seoul                | 2-3             | 2-1             |
| Sanfrecce Hiroshima    | 3-3 (v.)        | Western Sydney W.    | 3-1             | 0-2             |

### Cuartos de final
El sorteo de esta ronda y las siguientes se determinará cuando la segunda fase sea completada. No pueden cruzarse clubes de diferente zona y en la ronda de cuartos de final si hay dos clubes del mismo país, no podrán enfrentarse en esta ronda.
| Equipo 1                 | Agr.                 | Equipo 2             | Ida             | Vuelta          |
| Zona Occidental          | Zona Occidental      | Zona Occidental      | Zona Occidental | Zona Occidental |
| ------------------------ | -------------------- | -------------------- | --------------- | --------------- |
| Al-Hilal                 | 1–0                  | Al-Sadd              | 1–0             | 0–0             |
| Al-Ain                   | 5–1                  | Al-Ittihad           | 2–0             | 3–1             |
| Zona Oriental            |                      |                      |                 |                 |
| Pohang Steelers          | 0–0 (t. s.) (0-3 p.) | FC Seoul             | 0–0             | 0–0             |
| Western Sydney Wanderers | 2–2 (v.)             | Guangzhou Evergrande | 1–0             | 1–2             |

| 19 de agosto de 2014 | Al-Ain                | 2:0 (0:0) | Al-Ittihad | Estadio Hazza bin Zayed, Al Ain,                               |                                                                |
|                      | Ismail 48' · Gyan 61' | Reporte   |            | Asistencia: 18,830 espectadores Árbitro(s): Abdullah Al Hilali | Asistencia: 18,830 espectadores Árbitro(s): Abdullah Al Hilali |

| 26 de agosto de 2014 | Al-Ittihad        | 1:3 (1:1) | Al-Ain                                    | Estadio King Abdul Aziz, Mecca,                      |                                                      |
|                      | Ismail 35' (o.g.) | Reporte   | Gyan 40' · O. Abdulrahman 66' · Diaky 84' | Asistencia: 342 espectadores Árbitro(s): Peter Green | Asistencia: 342 espectadores Árbitro(s): Peter Green |

| 19 de agosto de 2014 | Al-Hilal     | 1:0 (0:0) | Al-Sadd | Estadio Rey Fahd, Riad,                                        |                                                                |
|                      | Al-Faraj 71' | Reporte   |         | Asistencia: 63,500 espectadores Árbitro(s): Valentin Kovalenko | Asistencia: 63,500 espectadores Árbitro(s): Valentin Kovalenko |

| 26 de agosto de 2014 | Al-Sadd | 0:0     | Al-Hilal | Estadio Jassim Bin Hamad, Doha,                            |                                                            |
|                      |         | Reporte |          | Asistencia: 14,200 espectadores Árbitro(s): Kim Jong-hyeok | Asistencia: 14,200 espectadores Árbitro(s): Kim Jong-hyeok |

| 20 de agosto de 2014 | Western Sydney Wanderers | 1:0 (0:0) | Guangzhou Evergrande | Parramatta Stadium, Sydney,                                        |                                                                    |
|                      | Juric 60'                | Reporte   |                      | Asistencia: 17,093 espectadores Árbitro(s): Abdulla Hassan Mohamed | Asistencia: 17,093 espectadores Árbitro(s): Abdulla Hassan Mohamed |

| 27 de agosto de 2014 | Guangzhou Evergrande         | 2:1 (0:0) | Western Sydney Wanderers | Estadio Tianhe, Guangzhou,                             |                                                        |
|                      | Diamanti 61' · Elkeson 90+1' | Reporte   | Juric 58' (pen.)         | Asistencia: 39,874 espectadores Árbitro(s): Ryuji Sato | Asistencia: 39,874 espectadores Árbitro(s): Ryuji Sato |

| 20 de agosto de 2014 | Pohang Steelers | 0:0     | Seoul | Pohang Steel Yard, Pohang,                                  |                                                             |
|                      |                 | Reporte |       | Asistencia: 6,553 espectadores Árbitro(s): Fahad Al-Mirdasi | Asistencia: 6,553 espectadores Árbitro(s): Fahad Al-Mirdasi |

| 27 de agosto de 2014 | Seoul | 0:0 (3:0 p.) | Pohang Steelers | Seoul World Cup Stadium, Seoul,                              |                                                              |
|                      |       | Reporte      |                 | Asistencia: 14,122 espectadores Árbitro(s): Abdullah Balideh | Asistencia: 14,122 espectadores Árbitro(s): Abdullah Balideh |

### Semifinales
| Equipo 1        | Agr.            | Equipo 2                 | Ida             | Vuelta          |
| Zona Occidental | Zona Occidental | Zona Occidental          | Zona Occidental | Zona Occidental |
| --------------- | --------------- | ------------------------ | --------------- | --------------- |
| Al-Hilal        | 4–2             | Al-Ain                   | 3–0             | 1–2             |
| Zona Oriental   |                 |                          |                 |                 |
| FC Seoul        | 0–2             | Western Sydney Wanderers | 0–0             | 0–2             |

| 16 de septiembre de 2014 | Al-Hilal                                       | 3:0 (0:0) | Al-Ain | Estadio Rey Fahd, Riad                                   |                                                          |
|                          | Nasser Al-Shamrani 61', 65' · Thiago Neves 71' | Reporte   |        | Asistencia: 57.000 espectadores Árbitro(s): Masaaki Toma | Asistencia: 57.000 espectadores Árbitro(s): Masaaki Toma |

| 30 de septiembre de 2014 | Al-Ain                                    | 2:1 (1:0) | Al-Hilal               | Estadio Hazza bin Zayed, Al Ain                             |                                                             |
|                          | Lee Myung-Joo 10' · Jirès Kembo Ekoko 78' | Reporte   | Nasser Al-Shamrani 65' | Asistencia: 24.000 espectadores Árbitro(s): Ravshan Irmatov | Asistencia: 24.000 espectadores Árbitro(s): Ravshan Irmatov |

| 17 de septiembre de 2014 | Seoul | 0:0     | Western Sydney Wanderers | Estadio Mundialista, Seúl                                   |                                                             |
|                          |       | Reporte |                          | Asistencia: 12.900 espectadores Árbitro(s): Nawaf Shukralla | Asistencia: 12.900 espectadores Árbitro(s): Nawaf Shukralla |

| 1 de octubre de 2014 | Western Sydney Wanderers           | 2:0 (1:0) | Seoul | Parramatta Stadium, Sídney                                    |                                                               |
|                      | Mateo Poljak 3' · Shannon Cole 64' | Reporte   |       | Asistencia: 18.890 espectadores Árbitro(s): Abdulrahman Abdou | Asistencia: 18.890 espectadores Árbitro(s): Abdulrahman Abdou |

### Final
| Equipo 1                 | Agr. | Equipo 2 | Ida | Vuelta |
| ------------------------ | ---- | -------- | --- | ------ |
| Western Sydney Wanderers | 1–0  | Al-Hilal | 1–0 | 0–0    |

| 25 de octubre de 2014 | Western Sydney Wanderers | 1:0 (0:0) | Al-Hilal | Parramatta Stadium, Sídney                                  |                                                             |
|                       | Tomi Jurić 64' (pen.)    | Reporte   |          | Asistencia: 20.050 espectadores Árbitro(s): Alireza Faghani | Asistencia: 20.050 espectadores Árbitro(s): Alireza Faghani |

| 1 de noviembre de 2014 | Al-Hilal | 0:0     | Western Sydney Wanderers | Estadio Rey Fahd, Riad                                       |                                                              |
|                        |          | Reporte |                          | Asistencia: 55.000 espectadores Árbitro(s): Yuichi Nishimura | Asistencia: 55.000 espectadores Árbitro(s): Yuichi Nishimura |

## Campeón
|                                                    |
| Bandera de Australia                               |
| Campeón Western Sydney Wanderers F. C. 1.er título |

## Premios
| Premio    | Jugador      | Equipo                   |
| --------- | ------------ | ------------------------ |
| JMV       | Ante Covic   | Western Sydney Wanderers |
| Goleador  | Asamoah Gyan | Al-Ain                   |
| Fair Play | —            | Al-Hilal                 |

## Máximos goleadores
| Lugar | Jugadorr           | Equipo                   | MD1 | MD2 | MD3 | MD4 | MD5 | MD6 | 2R1 | 2R2 | QF1 | QF2 | SF1 | SF2 | F1 | F2 | Total |
| ----- | ------------------ | ------------------------ | --- | --- | --- | --- | --- | --- | --- | --- | --- | --- | --- | --- | -- | -- | ----- |
| 1     | Asamoah Gyan       | Al-Ain                   | 1   | 1   | 2   | 1   | 2   |     | 1   | 2   | 1   | 1   |     |     |    |    | 12    |
| 2     | Nasser Al-Shamrani | Al-Hilal                 | 2   |     |     | 3   |     | 1   |     | 1   |     |     | 2   | 1   |    |    | 10    |
| 3     | Elkeson            | Guangzhou Evergrande     | 1   |     |     |     |     | 2   | 2   |     |     | 1   |     |     |    |    | 6     |
| 3     | Mokhtar Fallatah   | Al-Ittihad               |     | 2   |     | 1   | 1   |     | 1   | 1   |     |     |     |     |    |    | 6     |
| 3     | Luciano            | Foolad                   |     |     |     |     | 1   | 3   |     | 2   |     |     |     |     |    |    | 6     |
| 6     | Kim Seung-dae      | Pohang Steelers          |     | 1   | 1   | 1   | 1   |     |     | 1   |     |     |     |     |    |    | 5     |
| 6     | Vágner Love        | Shandong Luneng Taishan  |     | 2   | 2   |     |     | 1   |     |     |     |     |     |     |    |    | 5     |
| 8     | Abdelaziz Barrada  | Al-Jazira                | 1   |     | 2   |     | 1   |     |     |     |     |     |     |     |    |    | 4     |
| 8     | Nadir Belhadj      | Al-Sadd                  | 1   | 1   | 1   |     |     |     |     | 1   |     |     |     |     |    |    | 4     |
| 8     | Tomi Juric         | Western Sydney Wanderers |     |     |     |     |     |     | 1   |     | 1   | 1   |     |     | 1  |    | 4     |
| 8     | Yoichiro Kakitani  | Cerezo Osaka             | 1   | 1   | 1   |     |     | 1   |     |     |     |     |     |     |    |    | 4     |
| 8     | Thiago Neves       | Al-Hilal                 |     | 1   | 2   |     |     |     |     |     |     |     | 1   |     |    |    | 4     |
| 8     | Nilmar             | El Jaish                 |     | 2   |     | 1   | 1   |     |     |     |     |     |     |     |    |    | 4     |
| 8     | Mehdi Sharifi      | Sepahan                  | 1   | 1   |     |     | 2   |     |     |     |     |     |     |     |    |    | 4     |
| 8     | Kalu Uche          | Al-Rayyan                | 1   | 1   | 2   |     |     |     |     |     |     |     |     |     |    |    | 4     |

Note: Goles marcados en la ronda de calificación no son contados (ver regulaciones, artículo 74c).
Fuente: